# Willy Baranger
Pour les articles homonymes, voir Baranger.
Willy Baranger, né à Bône le  13 août 1922 et mort le 29 octobre 1994 à Buenos Aires, est un psychanalyste argentin d'origine française.

## Biographie
Il vit en Argentine à partir de 1946 et il enseigne la philosophie. Il se forme en psychanalyse, notamment auprès d'Arminda Aberastury. Il crée, avec Madeleine Baranger, un groupe uruguayen de psychanalyse. Il traduit des ouvrages psychanalytiques. Son ouvrage Position et objet dans l'œuvre de Mélanie Klein constitue une relecture critique des théorisations kleiniennes.

## Publications
- Position et objet dans l'œuvre de Melanie Klein (1971), La Maison jaune, 1999.
- Contradictions entre la théorie et la technique en psychanalyse, Topique, no 69.
- Position et objet dans l'œuvre de Melanie Klein, Erès, 1999, coll. «La Maison jaune»,  (ISBN 286586698X)
- avec Madeleine Baranger et Jorge M. Mom, « Processus et non-processus dans le travail analytique », Revue française de psychanalyse, 1996, t. LX, no 4, « Hommage à Willy Baranger », [lire en ligne].

## Prix et distinctions
- 1993 : Sigourney Award[2]